# Mammoth Lakes (Califórnia)
Mammoth Lakes é a única vila localizada no estado americano da Califórnia, no condado de Mono. Foi incorporada em 20 de agosto de 1984.

## Geografia
De acordo com o United States Census Bureau, a cidade tem uma área de 65,5 km², onde 64,4 km² estão cobertos por terra e 1,1 km² por água.

### Localidades na vizinhança
O diagrama seguinte representa as localidades num raio de 64 km ao redor de Mammoth Lakes.

## Demografia
Segundo o censo nacional de 2010, a sua população é de 8 234 habitantes e sua densidade populacional é de 127,83 hab/km². Possui 9 626 residências, que resulta em uma densidade de 149,44 residências/km².